# Missa brevis n.º 4 (Mozart)

Cuadro de la familia de Mozart.

La Missa brevis n.º 4 en re mayor, K. 194/186h, es una misa compuesta por Wolfgang Amadeus Mozart y completada el 8 de agosto de 1774.
Se considera que esta missa brevis pudo haber sido compuesta para su uso litúrgico ordinario en la Catedral de Salzburgo, bajo el mandato del príncipe-arzobispo Hieronymus von Colloredo. Mozart trató de satisfacer las exigencias de Colloredo con respecto a la brevedad y la concisión en la composición de esta misa: ninguno de sus movimientos posee un preludio instrumental, la orquesta aparece muy reducida, contiene muy pocos pasajes de contrapunto imitativo y gran parte de la obra presenta una textura homofónica.
La obra no fue publicada nunca en vida de Mozart, permaneciendo inédita hasta que una casa la publicó póstumamente en 1793 —dos años después de la muerte del genio—. Esta fue la primera obra de Mozart en pasar por la imprenta tras su muerte.

## Estructura
La obra consta de seis movimientos, que siguen el tradicional orden de la misa:
1. Kyrie (Andante, re mayor, 4/4)
2. Gloria (Allegro moderato, re mayor, 4/4)
3. Credo (Allegro, re mayor, 3/4)
—Et incarnatus est... (Andante moderato, re mayor, 4/4)
—Et resurrexit... (Allegro, re mayor, 3/4)
4. Sanctus (Andante, re mayor, 4/4)
—Pleni sunt coeli et terra... (Allegro, re mayor, 3/4)
5. Benedictus (Andante ma non troppo, sol mayor, 4/4)
—Hosanna in excelsis... (Allegro, re mayor, 3/4)
6. Agnus Dei (Andante, re mayor, 3/4)
—Dona nobis pacem... (Allegro, re mayor, 4/4)

## Instrumentación
Es una missa brevis compuesta para cuarteto de solistas vocales (soprano, contralto, tenor y bajo), coro mixto a cuatro voces y una orquesta integrada por violines I y II, tres trombones colla parte y bajo continuo.